# Nacionalismo ruso

Bandera del Imperio ruso entre 1858 y 1896, utilizada por algunos nacionalistas rusos.

El nacionalismo ruso surgió en la segunda mitad del siglo XVIII, debido al interés de los círculos de educación de la alta sociedad, de las corrientes de la filosofía occidental y el pensamiento político. Inicialmente, la nación era entendida por la élite cultural e intelectual (en su mayoría de la nobleza) como parte del orden existente. El nacionalismo se interpreta en el espíritu de primordialismo que estimuló el interés en los orígenes de Rusia y su cultura.

## Historia
Durante el reinado de Pedro I los logros de Rusia fueron muy llamativos, y el zar también veía con buenos ojos a los europeos, es decir, de igual a igual. Como escribió en 1791 Nikolái Karamzín,

Кто в мире и любви умеет жить с собою,
Тот радость и любовь во всех странах найдёт.

(Kto v mire i lyubví uméiet zhit s sobóyu, / Tot rádost i lyubov vo vsej stranaj naydiot.)

Pero a finales del siglo XVIII, surgieron diversos roces en las relaciones con Europa Occidental. Se hizo cada vez más claro que la comparación entre Occidente y Rusia no favorecían a ésta. La falta de la igualdad, la libertad y el respeto hacia la persona despertó la vergüenza de los nacionalistas rusos. Este golpe al orgullo nacional dio lugar a la aparición de dos grupos opuestos: los proccidentales que, como Aleksandr Radíshchev, creían que Rusia debía seguir el ejemplo de los liberales y de las fuerzas progresistas; y los eslavófilos, que creían que Rusia debía gobernarse de una forma especial debido a su posición geográfica y a su pasado ortodoxo y autoritario. La Revuelta Decembrista de 1825 para exigir la eliminación de la autocracia sorprendió a la alta sociedad y la mayoría observó en los valores occidentales una amenaza directa a los intereses rusos.
Esto condujo a una mayor polarización entre los proccidentales y los eslavófilos. El alzamiento de 1830 en Polonia y las revoluciones en Europa confirmaron los temores del impacto, para las élites de poder rusas, destructivo de las nuevas corrientes occidentales. En 1833, el conde Serguéi Uvárov trató de unir el nacionalismo ruso con la idea de preservar el Imperio ruso y la tradición oficial, planteó la tesis de que los "orígenes de la nación rusa son el cristianismo ortodoxo, la autocracia y el nacionalismo". Cabe señalar que hicieron grandes contribuciones al desarrollo de la conciencia nacional rusa en el siglo XIX. Sin embargo, según algunos investigadores, lo que resulta interesante en las comparaciones entre Rusia y Occidente se convirtió en resentimiento (el estado psicológico de la envidia impotente). Algunos afirmaron que el atraso de Rusia y la ilusión de que las diferencias externas en las costumbres y la cultura de ocultar la realidad misma, incluyendo la falta de verdadera libertad y la igualdad. Otros insistieron en que el Oeste fue en un mal camino fundamental y que Rusia salvar a Occidente de todo lo contrario del liberalismo. Desde su punto de vista, la nación rusa fue todo lo contrario del modelo occidental.
Los eslavófilos describían el carácter ruso como tolerante, devoto hacia su amo, sediento de veracidad, espontáneo, cálido, sincero y generoso, en contraste con la visión de Europa Occidental, que lo trataba de codicioso, mentiroso, egoísta y frívolo, además de perezoso, borracho e irrespetuoso, tanto por sí mismo como por los demás. El nacionalismo ruso fue un movimiento de la élite hasta la aparición de los movimientos sociales en el siglo XX. Desde que el Zarato moscovita se transformó en el Imperio ruso en 1721, se dio un nacionalismo hostil hacia las minorías. Sin embargo, el poder zarista utilizó el nacionalismo de las minorías para sus intereses en la política exterior: apoyó el paneslavismo en el Imperio austrohúngaro y en el Imperio otomano. A principios del siglo XX, cuando en el Imperio ruso comenzó el declive del absolutismo, el gobierno comenzó a recurrir a las Centurias Negras y a provocar tensiones étnicas en el país.
Desde que llegaron al poder en 1917, los bolcheviques reprimieron el nacionalismo ruso, declarando oficialmente que el nacionalismo era una ideología hostil, ya que se oponía a la idea del internacionalismo proletario, uno de los principios del marxismo. Aunque se suprimiera el nacionalismo, algunas políticas soviéticas tuvieron cierto carácter nacionalista. Así, el programa de rusificación que comenzó en el siglo XX bajo Nicolás II fue continuado por las autoridades soviéticas. Durante la Segunda Guerra Mundial, tratando de unir al pueblo contra los invasores, Stalin hizo un llamamiento al sentimiento nacional y el patriotismo, a la vez que recurrió a las deportaciones de pueblos en la Unión Soviética.

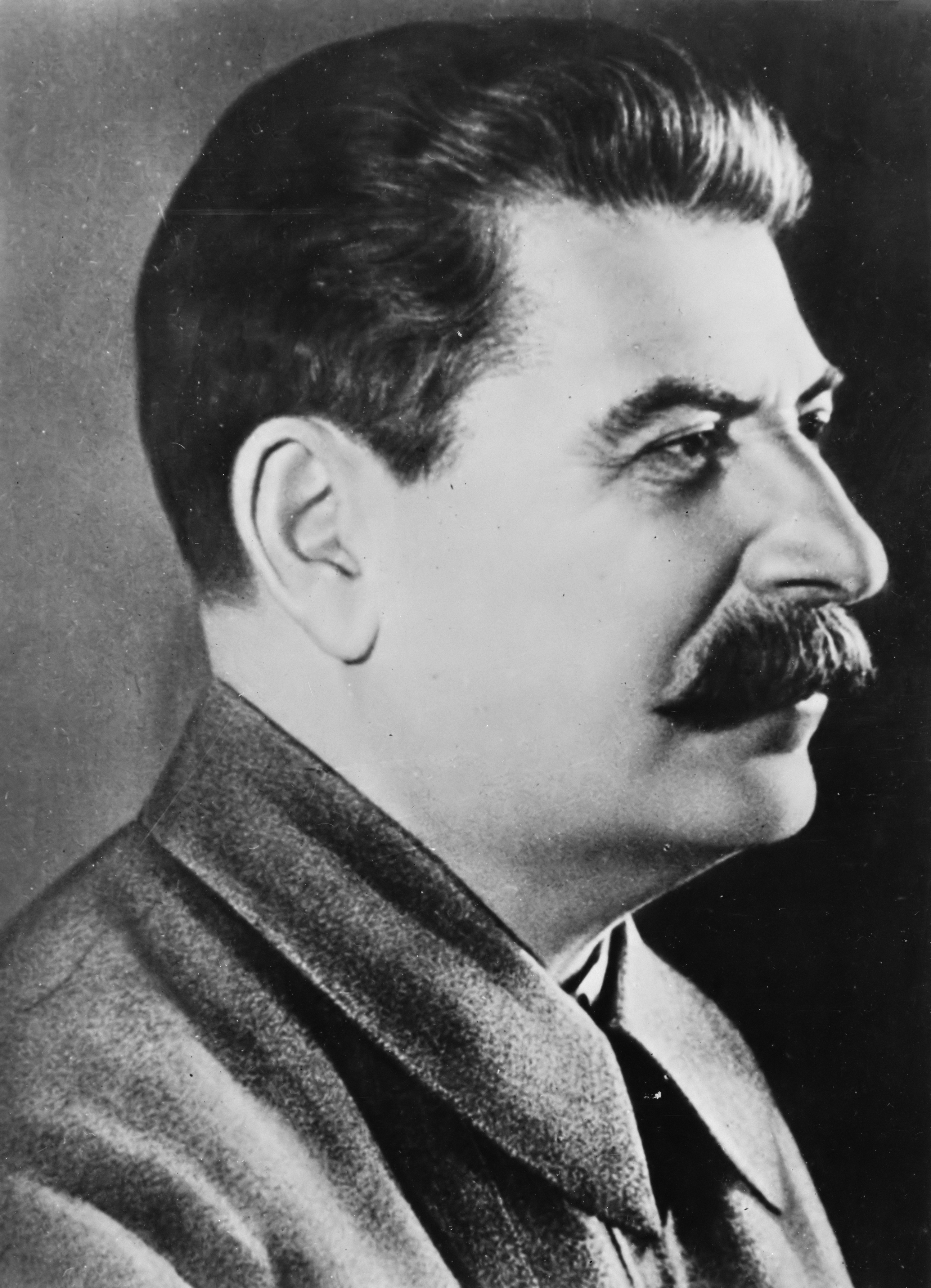
A Stalin se lo considera uno de los principales inspiradores del nacionalismo ruso contemporáneo.

Algunos creen que, debido a la falta de nacionalismo en la URSS, el fascismo no tuvo éxito. Otros argumentan que el régimen estalinista incluyó elementos de un nacionalismo extremo: el chovinismo y el racismo. Sin embargo, la URSS nunca había tenido como objetivo la construcción de una nación. En la URSS, bajo la "política nacional" se entendía la solución a los problemas de los pueblos no-rusos.
La perestroika dio lugar a grandes reformas democráticas. Según ciertos historiadores, la falta de unidad nacional en la Unión Soviética fue una de las razones por las que una democracia estable no podía existir. Sin embargo, la realidad demostró que no fue así, en el único referéndum en setenta años que se hizo en la Unión Soviética, sobre la conservación de la Unión Soviética, tuvo lugar el 17 de marzo de 1991. En el dicho referendo, se preguntó a los ciudadanos soviéticos, ¿Considera necesaria la conservación de la Unión de Repúblicas Socialistas Soviéticas, como una federación renovada de repúblicas soberanas e iguales en derecho, en la que se garanticen los derechos y las libertades de las personas de todas las nacionalidades? Los resultados de dicho referéndum (excluidas las repúblicas donde el referéndum no se convocó, RSS de Lituania, RSS de Letonia, RSS de Estonia, RSS de Moldavia, RSS de Armenia y RSS de Georgia), en total el "sí" fue un 77,85 % y el "no" un 22,15 %. Si se tiene en cuenta que la participación en el referéndum fue del 80,03 % del censo electoral de la URSS, por la aprobación de la conservación del país votó el 61% del censo. Por lo tanto, este es un hecho que confirma la unidad y el pensamiento de la mayoría.
Tras la disolución de la Unión Soviética, la desintegración y la desilusión por las reformas económicas, el nacionalismo extremista ha tenido un gran auge. Son de dos tipos:
- nacionalismo étnico: hay una conspiración de los pueblos no-rusos contra Rusia.
- nacionalismo popular: idealiza a Stalin y las victorias militares de la URSS. Puede encontrarse un ejemplo de esta corriente en el nacional-bolchevismo y en ciertas corrientes del Partido Comunista de la Federación Rusa.

También han resurgido los sentimientos en contra de Europa Occidental. A principios del siglo XXI el nacionalismo ruso volvió a ganar popularidad entre la población y se han exacerbado las tensiones étnicas debido a la migración laboral. En 2006, los conflictos étnicos en Kondopoga, República de Carelia, tuvieron una gran resonancia en la sociedad rusa. Algunos nacionalistas sostienen que la transición de Rusia aún no ha acabado, mientras que los tradicionalistas defienden reforzar los soportes verticales del Estado, los modernistas piden su nacionalización y el aumento de los vínculos sociales horizontales. En 2005, los analistas del Centro Panruso de Investigación de la Opinión Pública (VTsIOM) concluyen que el resultado de la construcción de un Estado nación en Rusia es negativa, debido a la subordinación de la política a los intereses corporativos. Esto ha provocado un crecimiento de la identidad étnica en Rusia, que actúa como ideología de Estado.

## El nacionalismo ruso fuera de Rusia

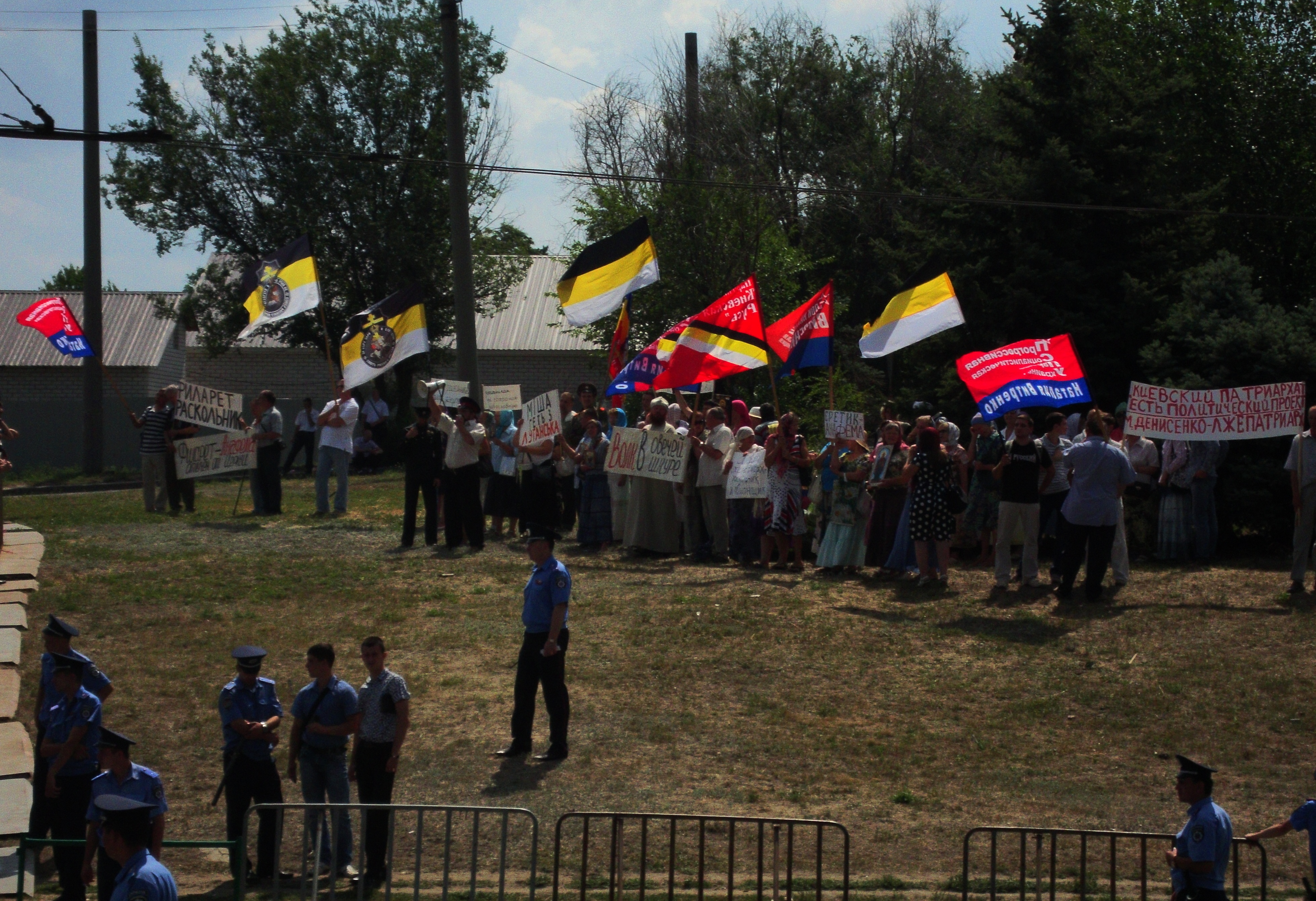
Manifestación de nacionalistas prorrusos en la ciudad de Lugansk (Ucrania) en julio de 2013.

El nacionalismo ruso está bastante extendido entre las poblaciones consideradas mayoritariamente "étnicamente rusas", principalmente en Ucrania (véase Rusificación de Ucrania) o las repúblicas bálticas, adonde los rusos llegaron en masa tras la ocupación de las repúblicas bálticas (1940–1941 y 1944-1945) y las deportaciones de junio de 1941 y de marzo de 1949 de población autóctona.
Los nacionalistas separatistas prorrusos del este de Ucrania, apoyados por las fuerzas paramilitares rusas lideradas por el exoficial del Servicio Federal de Seguridad (FSB) de Rusia, Ígor Guirkin, llegaron a proclamar en 2014 el llamado Estado Federal de Nueva Rusia. Este abarcaría una región de tradicional mayoría rusa comprendida entre las ciudades de Donetsk y Lugansk. En 2015, fue sustituido por las autoproclamadas República Popular de Donetsk y República Popular de Lugansk que finalmente fueron anexionadas por Rusia en 2022 en el transcurso de la invasión rusa de Ucrania.  
El movimiento nacionalista y neonazi en Rusia se manifiesta en la celebración anual de la Marcha rusa. Según el portal de Radio Free Europe/Radio Liberty, los lemas racistas contra los musulmanes y otras minorías nacionales están cantando durante la marcha. Se demuestran banderas y simbolismo de organizaciones como el Movimiento Imperial Ruso o Rúsich. En varios casos, se registraron gestos típicos del nazismo

## Nacionalismo extremo

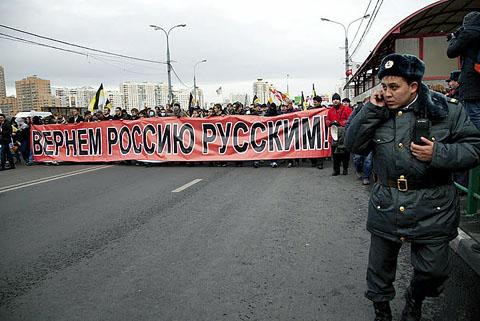
Alrededor de 7000 nacionalistas extremos marcharon el 4 de noviembre de 2011 en Moscú portando la pancarta que decía Devolvamos Rusia a los rusos. Los manifestantes flamearon banderas zaristas y cantaron frases como "Inmigrantes hoy, ocupantes mañana".

El nacionalismo extremo en Rusia se refiere a muchos movimientos y organizaciones de extrema derecha y algunos de extrema izquierda. Aunque generalmente en Rusia el término nacionalismo se refiere directamente al nacionalismo extremo. Así como también se mezcla con el término "fascismo". A pesar de que ambas terminologías, nacionalismo y nacionalismo extremo, no son sinónimo de fascismo, el denominador común entre estas ideologías es llamado chovinismo. En todos los demás aspectos, las posiciones varían en un amplio espectro. Algunos movimientos mantienen una posición política de que el estado debe ser un instrumento del nacionalismo (como el Partido Nacional Bolchevique, encabezado por Eduard Limónov), mientras que otros (por ejemplo, la Unidad Nacional Rusa) resuelven tácticas de vigilancia contra los percibidos como "enemigos de Rusia" sin necesariamente entrar en política.
Históricamente, el primer prototipo de tales grupos comenzó con las Centurias Negras en la Rusia Imperial. Las organizaciones antisemitas, supremacistas y neofascistas más recientes incluyen a Pámiat, el Partido Nacionalsocialista Ruso, entre otras. En 1997, el Centro Antifascista de Moscú estimó que había 40 grupos extremistas (nacionalistas) operando en Rusia. La misma fuente informó que hay 35 periódicos extremistas, siendo el más grande Zavtra (Mañana). A pesar de la represión de las autoridades gubernamentales, un movimiento de extrema derecha se ha establecido en Rusia.